# 질리언 클레어

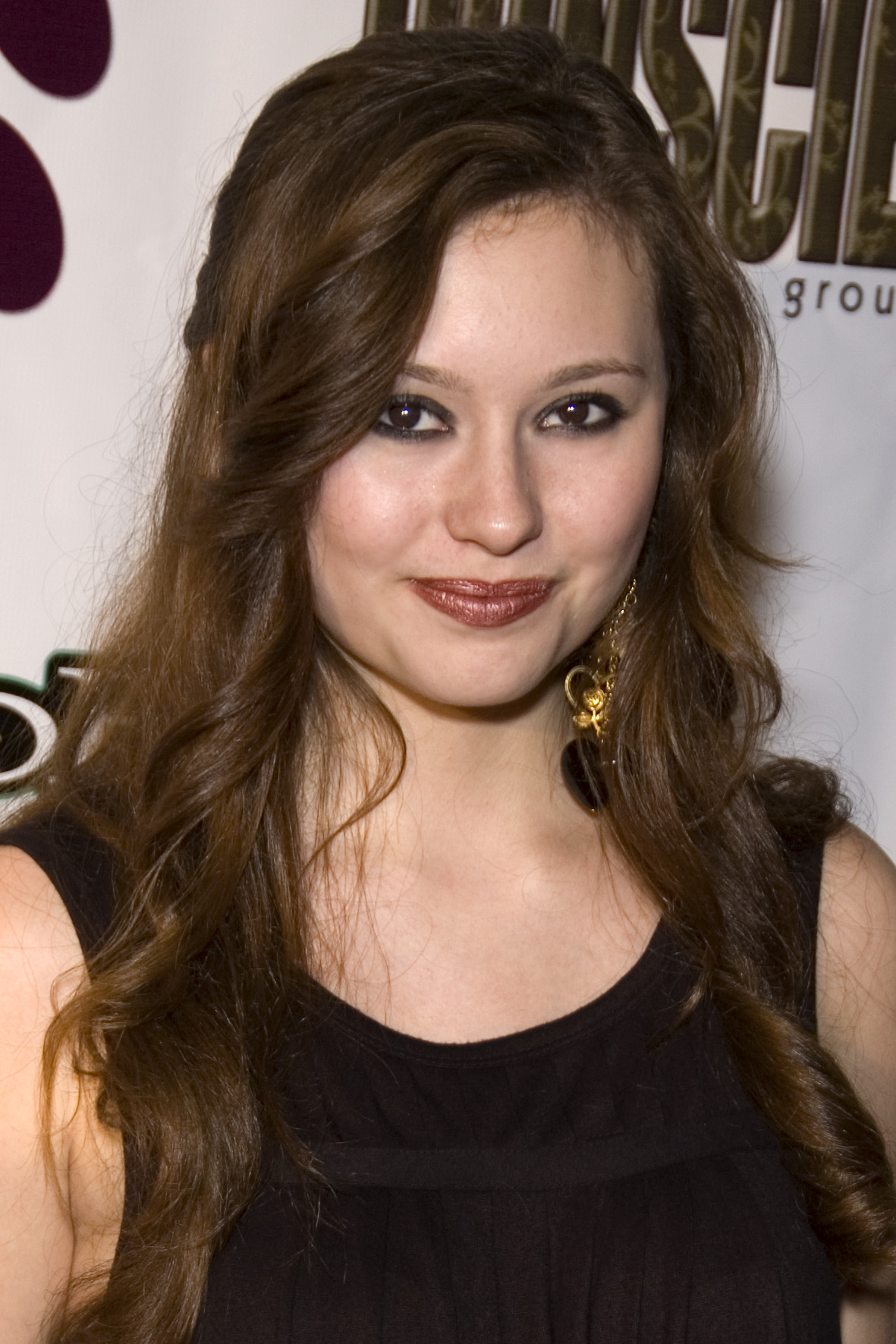

질리언 클레어(Jillian Clare, 1992년 7월 25일 ~ )는 미국의 영화배우, 가수, 텔레비전 배우이다.
포틀랜드에서 태어났다.

## 영화
- 프리티 브로큰 (2018년)
- 바이 갓즈 그레이스 (2014년)
- 에일리언어브덕션 (2014년) - 질리언 모리스 역
- 키친 (2012년) - 니키 역
- 체이싱 데이라이트 (2004년)
- 퀴글리 (2003년) - 메건 역
- 스파이더맨 (2002년)
- 우리 생애 나날들 (1965년)